# VK 45.01 (P)
El VK 45.01, también conocido como Panzerkampfwagen VI 'Tiger (P)' fue un prototipo de tanque pesado concebido por Porsche en Alemania en 1941. Este no pasó de la etapa de prototipo ya que primó el modelo de Henschel, el Tiger I. La mayoría de los prototipos producidos a la fecha por Porsche dieron paso al cazacarros pesado Ferdinand y posteriormente al Elefant.

## Desarrollo
El 21 de mayo de 1942, se le solicitó a las firmas Henschel y Porsche que presentaran diseños para un tanque pesado de 45 toneladas y que fuese capaz de montar el nuevo cañón de 8,8 cm KwK 36 L/56 de alta velocidad. Tanto el modelo de Henschel como el de Porsche montarían la misma torreta diseñada y producida por Krupp. Porsche se avocó a actualizar su prototipo de tanque medio VK 30.01 (P), adaptando partes de este para utilizarlas en el prototipo del VK 45.01. 
El nuevo tanque de Porsche, designado VK 45.01 (P) sería propulsado por dos motores Porsche Tipo 101, ambos a gasolina y refrigerados por aire, los cuales serían montados en la parte posterior del tanque. Cada motor accionaría dos generadores, uno a cada lado del tanque, los cuales a su vez alimentarían de energía a dos motores eléctricos, cada uno destinado a accionar la oruga de su respectivo lado.  Los motores, junto con la transmisión tendían a fallar debido a su diseño y la deficiente calidad del cobre para usos eléctricos en la Alemania nazi, junto con la necesidad de frecuentes mantenciones para mantener al tanque en operación. Esto, sumado a su inferior maniobrabilidad comparada con su competidor, el prototipo VK 45.01 (H) presentado por Henschel, el cual se convertiría en el Tiger I, impidió que el modelo de Porsche pasara a las líneas de producción.
A su vez, el chasis del VK 45.01 (P) fue escogido como la base del cazacarros pesado Elefant, el cual posteriormente se conocería como Ferdinand, montando un cañón superior al 8,8 cm KwK 36 L/56, el cañón 8,8 cm KwK 43 L/71.
Solo un ejemplar de Tiger P entró en servicio, siendo utilizado como vehículo de comando en una unidad de cazacarros pesada, sirviendo en la Panzerjäger Abteilung 653. 
Su chasis y varios componentes del Elefant fueron utilizados en el posterior desarrollo del prototipo de tanque pesado designado como VK 45.02 (P).

## Variantes
- VK 45.01 (P) Prototipo de pruebas

100 chasis de VK 45.01 con una maqueta de la torreta Krupp fabricada en concreto, para simular su peso y distribución.
- VK 45.01 (P) (Tiger Porsche)

10 ejemplares de VK 45.01 (P) con su respectiva torreta Krupp y cañón 8,8 cm KwK 36 L/56. Solo uno participó en combate, con número de chasis 150013, el cual sirvió como vehículo de comando.
- Panzerjäger Tiger (P) "Ferdinand"

91 chasis de VK 4501 fueron convertidos al cazacarros pesado Ferdinand. La conversión se llevó a cabo entre marzo y mayo de 1943.
- Panzerjäger Tiger (P) "Elefant"

En septiembre de 1943, todos los Ferdinand que sobrevivieron al combate fueron llamados de los frentes para ser modificados. A 48 de los 50 vehículos sobrevivientes se les añadió blindaje, una cúpula de comandante con periscopio proveniente del StuG III y una ametralladora MG 34.
- Bergepanzer Tiger(P)

3 ejemplares de chasis VK 45.01 (P) convertidos a vehículos de recuperación.
- VK 45.01 "RammTiger"

Una conversión propuesta del VK 45.01 (P) que lo transformaría a un vehículo de embestida al aumentar su blindaje y armarlo solo con ametralladoras. Se completaron 3 armazones pero su destino final es desconocido al cancelarse el proyecto en 1943.